# Abi Gamin
Abi Gamin je hora nacházející se na hranici Indie s Čínou. Jeho výška je 7355 m n. m. Leží v Garhválském Himálaji, v těsné blízkosti hory Kamét, od které ho odděluje Meadové sedlo (7138 m n. m.).
Abi Gamin byl první horou vyšší než 7000 m n. m., na kterou se (v roce 1855) pokusili vystoupit horolezci. Zdolán byl až v roce 1950 členy anglo-švýcarské výpravy.